# Douglas (rivière)
La rivière Douglas (en anglais : Douglas River), autrefois connue sous le nom de rivière Twain est un cours d’eau de la région de la West Coast dans l’Île du Sud de la Nouvelle-Zélande.

## Géographie
Sa source est haut située dans les Alpes du Sud, à 5 kilomètres au sud du Mont Sefton (en), et ses secteurs supérieures sont alimentés par l’eau provenant du Glacier Douglas (en). Elle s’écoule vers l’ouest sur 18 kilomètres, rejointe par les eaux venant du glacier ‘Horace Walker ‘, avant de se joindre aux eaux de la rivière Karangarua. Le cours complet de la rivière Douglas est situé dans le parc du Parc national de Westland Tai Poutini. La rivière et le glacier tirent leur nom de Charles Edward Douglas (en), un explorateur et alpiniste du XIXe siècle.
Le DOC entretient un refuge de montagne à la jonction des eaux de la rivière Douglas et de la rivière Horace Walker.